# 체스니차
체스니차(세르비아어: чесница, česnica)는 크리스마스에 주로 먹는 세르비아의 빵이다. 옛 유고슬라비아의 영토였던 슬로베니아, 크로아티아, 보스니아 헤르체고비나, 마케도니아, 몬테네그로에서도 이 빵을 찾을 수 있다.

## 같이 보기
- 밤브랙